# Eurhythma argyphea
Eurhythma argyphea là một loài bướm đêm trong họ Crambidae.